# Bodule obecná
Bodule obecná (Ilyocoris cimicoides) je dravá vodní ploštice z čeledi bodulovitých, dorůstající velikosti až 1,5 cm. Tvarem těla může připomínat potápníka.
Bodule výborně plave, k čemuž jí slouží poslední pár nohou, který je opatřen chloupky pro lepší záběr. Plave hřbetem vzhůru. Vzduch doplňuje tak, že vystrčí zadeček nad hladinu, nasaje vzduch pod polokrovky a odtud do hrudních komůrek. Bodule je dravá, uchvacuje kořist předníma nohama, které jsou přetvořeny na lapací orgány. Kořist bodne a vstříkne jí do těla jed. Ústní ústrojí bodule je bodavě savé. Bodule má sice plně vyvinutá křídla, ale příliš slabé svaly na to, aby mohla létat. Živí se např. drobnými korýši, ploštěnkami, ale i larvami hmyzu a rybím potěrem. Bodule dovede bolestivě bodnout, proto bývá nazývána „vodní včelou“.

## Rozšíření
Vyskytuje se téměř v celé Evropě až po Kavkaz.

## Biologie
Bodule se vyskytuje v tůních a pomalu tekoucích vodách vždy s vodní vegetací. V dubnu a květnu klade samička vajíčka na listy a stonky vodních rostlin. Bodule má proměnu nedokonalou, nymfy dospívají po pěti svlékáních. Zimu přežívá ve stádiu dospělce.